# Köröskocsoba

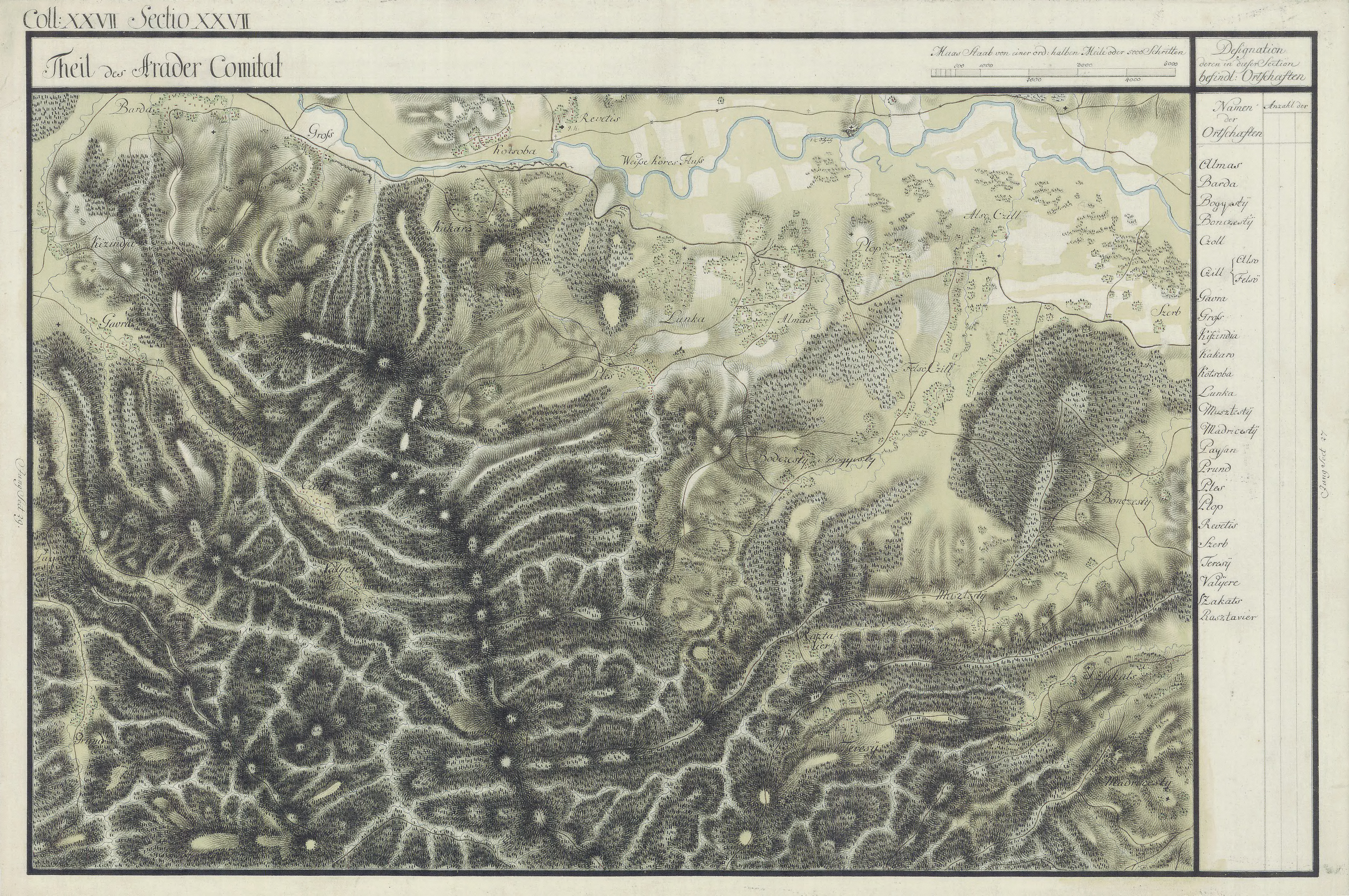
Köröskocsoba, Kocsoba egy régi térképen

Köröskocsoba, románul: Cociuba, település Romániában, a Partiumban, Arad megyében.

## Fekvése
Borossebestől délkeletre, a Fehér-Körös jobb partján fekvő település.

## Története
Köröskocsoba, Kocsoba nevét 1553-ban Kochyoba néven említette először oklevél. Nevét 1574-ben Kozoba, 1619-ben Koczioba, 1808-ban Kocsoba, 1888-ban Kocsuba, 1913-ban Köröskocsobának írták.
1851-ben Fényes Elek írta a településről: „Arad vármegyében, Buttyin filiája, 2 katholikus, 120 óhitü lakossal, hegyes, erdős határral.”
1910-ben 112 lakosából 95 román, 12 magyar volt. Ebből 103 görögkeleti ortodox, 4 római katolikus, 3 evangélikus volt.
A trianoni békeszerződés előtt Arad vármegye Borossebesi járásához tartozott.